# Röthenstein
Der Röthenstein ist eine Graterhebung westlich des Plankensteins bei Rottach-Egern. Die felsige Graterhebung befindet sich auf dem Verbindungsgrat zum Rauhenberg. Auf historischen Karten wird auch dieser selbst als Röthenstein bezeichnet. Der Rauhenberg ist als teilweise weglose Bergtour über den genannten Grat erreichbar.